# San Francisco Transbay Terminal

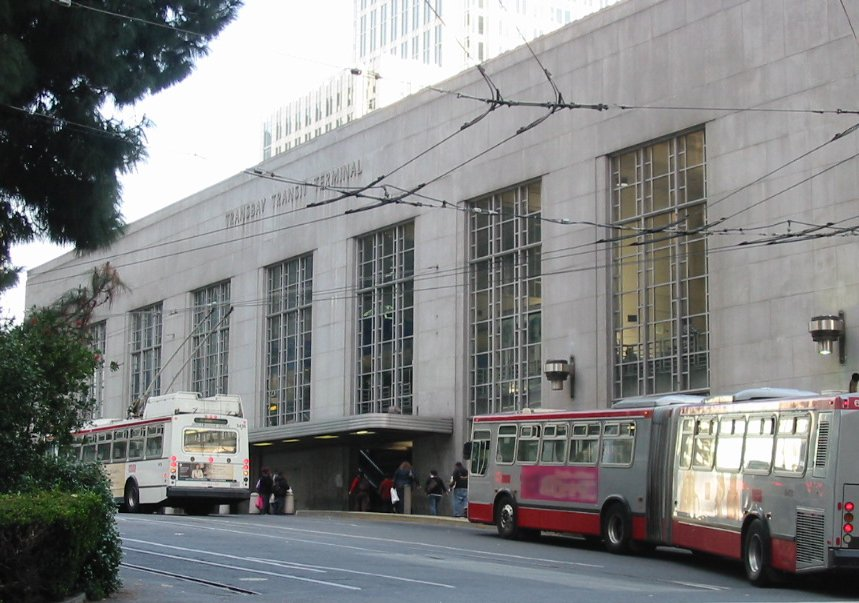
San Francisco Transbay Terminal

San Francisco Transbay Terminal, o simplemente como Terminal Transbay, es un complejo de transporte en San Francisco, California, Estados Unidos, localizado en el centro de la calle rectangular de sentido norte-sur Mission Street y Howard Street, y al este-oeste por Beale Street y 2nd Street. Actualmente, abastece a los autobuses y autobuses transbahía largo al norte San Francisco al condado de Marin, al este de East Bay, y al sur con el condado de San Mateo. Sus grandes arrendadores, además del Muni de San Francisco, está la Golden Gate Transit, AC Transit, SamTrans, WestCat y Greyhound Bus Lines.

## Puente ferroviario
La Transbay Terminal fue construida como la terminal de San Francisco para los trenes suburbanos eléctricos de los ferrocarriles Southern Pacific, el Key System y el Sacramento Northern que operaban en el lado sur de las vías inferiores del Puente de San Francisco–Oakland. Los trenes del SP y el Sacramento Northern dejaron de operar a la Bahía en 1941. Los trenes del ferrocarril de Key continuaron operando hasta abril de 1958, luego que las vías fueran removidas de la terminal y reemplazadas con pavimento para el uso de autobuses de la empresa sucesora de Key System, AC Transit.

### La nueva terminal
La Ciudad y Condado de San Francisco, el Alameda – Contra Costa Transit District (AC Transit), y el Peninsula Corridor Joint Powers Board (Caltrain) propusieron un plan para actualizar el actual viejo edificio con nuevas modernas nuevas instalaciones. Además, de continuar con el mismo servicio, la terminal tendría un túnel que será extendido con las líneas ferroviarias suburbanas de Caltrain hasta las Calles Fourth y King a la nueva Transbay Terminal. Cuando sea completada, los pasajeros de Caltrain no necesitaran transferirse a Muni para poder llegar al Distrito Financiero. Además, la parte pesada de las vías de la terminal, serían usadas para albergar la estación del Tren de Alta Velocidad desde Los Ángeles vía la línea Caltrain. La primera fase de la terminal abriría en 2014, la construcción de la segunda fase iniciaría en 2012 y abriría en 2019.

### Nuevos rascacielos
A lo largo de la nueva terminal, trece torres han sido propuestas, de entre 300 pies (91 m) a  1,200 pies (366 m) de alto. Si se construyen en la nueva terminal, San Francisco tendría el rascacielos más alto de la Costa Oeste.  Otras torres en construcción cercanas a la terminal son Rincon Hill y Millennium Tower (301 Mission Street).